# Adolf Streckeisen
Adolf Streckeisen (28 juli 1857 - 28 december 1916) was een Zwitsers medicus en de eerste Zwitserse gerechtsarts.

## Biografie
Adolf Streckeisen was professor in de geneeskunde aan de Universiteit van Bazel. In de 19e eeuw werd de forensische geneeskunde geleidelijk van belang in strafrechtelijk onderzoek. Het Zwitserse Departement van Justitie en Politie vaardigde in 1895 een verordening uit die voor het eerst taken en plichten van de gerechtsarts (Gerichtsarzt) officieel regelde. Adolf Streckeisen werd in 1896 overeenkomstig deze verordening benoemd tot de eerste officiële Zwitserse gerechtsarts. Streckeisen voerde in opdracht van de gerechtelijke autoriteiten autopsieën uit en legde zijn conclusies vast in autopsierapporten. Hij onderzocht ook ongevallen en psychische stoornissen en was tevens verantwoordelijk voor de medische behandeling van gevangenen.
Adolf Streckeisen was de vader van Albert Streckeisen (1901–1998), Zwitsers petrograaf, naar wie het 
Streckeisen-diagram of QAPF-diagram is genoemd.

## Werken
- Beiträge zur Morphologie der Schilddrüse, 1886.
- Zur Lehre von der Fragmentatio myocardii : Habilitationsschrift zur Erlangung der Venia legendi der hohen medicinischen Fakultät zu Basel vorgelegt, 1899.

- Gemeinsame Normdatei: 1011900335
- Virtual International Authority File: 170718537